# Choszczówka Rudzka
Choszczówka Rudzka – wieś sołecka w Polsce położona w województwie mazowieckim, w powiecie mińskim, w gminie Dębe Wielkie.
W latach 1975–1998 miejscowość administracyjnie należała do województwa siedleckiego.
Wierni Kościoła rzymskokatolickiego należą do parafii św. Józefa Opiekuna Świętej Rodziny w Choszczówce Stojeckiej.

## Demografia
W 2011 roku wieś zamieszkiwało 128 osób. W 2021 lich liczba wyniosła 137.